# Denunț

„Cap de leu” din Veneția unde se aruncau denunțurile anonime

Denunțul (din latină denuntiare), în sens juridic, este o informare adresată de către o persoană, o unitate privată sau de stat, unui organ de jurisdicție sau de urmărire penală cu privire la săvârșirea unei infracțiuni.

## În legislația din România
Împreună cu plângerea, denunțul reprezintă unul din modurile de sesizare prevăzute în articolul 221 al Codului de procedură penală al României. Spre deosebire de plângere, al cărei autor este victima infracțiunii sesizate, în cazul denunțului, autorul nu este prejudiciat în mod direct de către aceasta.
Denunțătorul este o persoană care denunță.
În România, articolul 259 al Codului penal pedepsește cu închisoare de la 6 luni la 3 ani „denunțarea calomnioasă”, definită ca învinuirea mincinoasă făcută prin denunț sau plângere, cu privire la săvârșirea unei infracțiuni de către o anume persoană. Producerea ori ticluirea de probe mincinoase, în sprijinul unei învinuiri nedrepte, se pedepsește și ea, cu închisoare de la 1 la 5 ani.